# Гарсия, Хесус Анхель
Хесус Анхель Гарсия Брагадо (исп. Jesús Ángel García Bragado, род. 17 октября 1969 года, Мадрид, Испания) — испанский легкоатлет, выступающий в ходьбе на 20 и 50 км. Чемпион мира 1993 года в ходьбе на 50 км. Входит в число спортсменов с наибольшим количеством участий в Олимпийских играх — 8 (1992—2020), являясь рекордсменом по этому показателю среди всех испанцев и среди всех легкоатлетов.

## Биография и карьера
Хесус Анхель Гарсия Брагадо родился 17 октября 1969 года в Мадриде. С 1997 по 2008 год был женат на испанской гимнастке Кармен Аседо. У пары есть две дочери.
Дебютировал на международной арене в 1991 году на Универсиаде в Шеффилде, где стал пятым на дистанции 20 км. В 1993 году победил на чемпионате мира в Штутгарте на дистанции 50 км. Позже трижды становился серебряным призёром чемпионатов мира (1997, 2001, 2009). Дважды становился призёром чемпионатов Европы — в 2002 — бронзовым, в 2006 — серебряным. Четырежды выигрывал Кубок Европы по спортивной ходьбе (1996, 1998, 2000, 2001), несколько раз становился призёром. Наиболее близок к медали на Олимпийских играх Хесус был в 2008 году, когда в Пекине занял 4 место.

## Результаты на Олимпийских играх
| Олимпийские игры    | Дисциплина | Место | Время   |
| ------------------- | ---------- | ----- | ------- |
| 1992 Барселона      | 50 км      | 10    | 3:58:43 |
| 1996 Атланта        | 50 км      | DNF   | —       |
| 2000 Сидней         | 50 км      | 12    | 3:49:31 |
| 2004 Афины          | 50 км      | 5     | 3:44:42 |
| 2008 Пекин          | 50 км      | 4     | 3:44:08 |
| 2012 Лондон         | 50 км      | 17    | 3:48:32 |
| 2016 Рио-де-Жанейро | 50 км      | 20    | 3:54:29 |
| 2020 Токио          | 50 км      | 35    | 4:10:03 |